# GLV
GLV (acrònim de Grating Light Valve) és un sistema de projecció d'imatges dissenyat per Silicon Light Machines que es basa en la tecnologia de sistemes microelectromecànics. Funciona controlant i direccionant llum que prové d'uns làsers semiconductors i forma una imatge de televisió en una pantalla o fins i tot en una paret.
Aquest sistema, ja provat però encara no comercialitzat, proporciona uns colors amb molta brillantor i molt vívids.
Es presenta com un sistema que pot ésser, en un futur, una alternatica a les pantalles LCD o plasma.

## Funcionament del sistema
La llum la proporcionen tres làsers, un projecta llum vermella, un altre verda i l'últim blava.
El llum coherent creat per cada un d'ells passa per una lent que varia la forma del feix de llum, a continuació la llum arriba a una grating light valve, que és la peça clau del sistema.
Els raigs de llums difractat per la GLV passen per un aparell que combina els tres colors i els aplica un filtre de Fourier, seguidament hi trobem un conjunt de lents que projecten la llum fins a un mirall.
Aquest mirall fa arribar la llum fins a la pantalla, creant una línia vertical de 1080 píxels. El mirall es va movent per proporcionar un conjunt d'imatges verticals per crear la imatge completa, contràriament al sistema de televisió convencional, que crea línies horitzontals.
Es creen 60 imatges completes cada segon. La freqüència amb què es projecten els 1080 píxels és de 115 kHz.

## Descripció de la Grating Light Valve
Cada GLV té 1080 grups de cintes mòbils, cada una de les quals crea un píxel de color.
Aquest grup està format per sis cintes col·locades en paral·lel, cobertes amb una capa reflectant i enganxades en els seus extrems amb un substrat de silicona. Tres d'elles són fixes i tres són mòbils. Depenent de la posició de les cintes es crearà una llum amb més o menys intensitat.